# Stanford-le-Hope
Stanford-le-Hope est une ville anglaise située dans le comté de l'Essex et l'autorité unitaire de Thurrock, à une trentaine de kilomètres à l'est de Londres.

## Source
- (en) Cet article est partiellement ou en totalité issu de l’article de Wikipédia en anglais intitulé « Stanford-le-Hope » (voir la liste des auteurs).